# Azerbejdżańskie Narodowe Muzeum Sztuki
Azerbejdżańskie Narodowe Muzeum Sztuki (azer. Azərbaycan Milli İncəsənət Muzeyi) – muzeum sztuki w Baku w Azerbejdżanie, założone w 1936 roku, otwarte w 1937 roku, gromadzące sztukę europejską i azjatycką, w tym azerską.

## Historia
Utworzenie departamentu sztuki przy Muzeum Narodowym Azerbejdżanu w 1924 roku stanowi początek historii późniejszego muzeum, które wydzielono z jednostki macierzystej w 1936 roku. 6 maja 1937 roku otworzono pierwszą wystawę w Azerbejdżańskim Narodowym Muzeum Sztuki. W 1943 roku muzeum otrzymało imię artysty scenografa Rüstəma Mustafayeva. Od 1951 roku siedzibą muzeum jest pałac de Boure’a. W 1992 roku instytucja otrzymała gmach Żeńskiego Gimnazjum Maryi w Baku, którego adaptację na potrzeby muzeum pod kierunkiem Abdulli Husseina ukończono w 2012 roku. Placówka otrzymała status muzeum narodowego w 2011 roku.

## Zbiory
Zbiory muzealne są przechowywane i prezentowane w dwóch budynkach: pałacu de Boure’a oraz w gmachu Żeńskiego Gimnazjum Maryi. Muzeum posiada około 18 000 eksponatów, co czyni je największym muzeum sztuki w Azerbejdżanie. Poza sztuką Azerbejdżanu muzeum ma swoich zbiorach prace z krajów europejskich, a także dzieła rosyjskie oraz sztukę islamską i wschodnią. Oprócz prac malarskich, grafik i rzeźb muzeum posiada w swojej kolekcji sztukę użytkową, w tym: porcelanę, tkaniny (m.in. dywany), meble, wyroby z metalu, dzieła jubilerskie.
Na wystawach stałych znalazło się ponad 3000 dzieł, które zaprezentowano w 60 salach. Ekspozycje pogrupowane tematycznie w poszczególnych salach prezentują m.in. sztukę rzeźbiarską m.in. starożytnego Rzymu i Włoch, zbiory archeologiczne z Azerbejdżanu, sztukę rosyjską, włoską, flamandzką, niderlandzką, francuską, niemiecką.

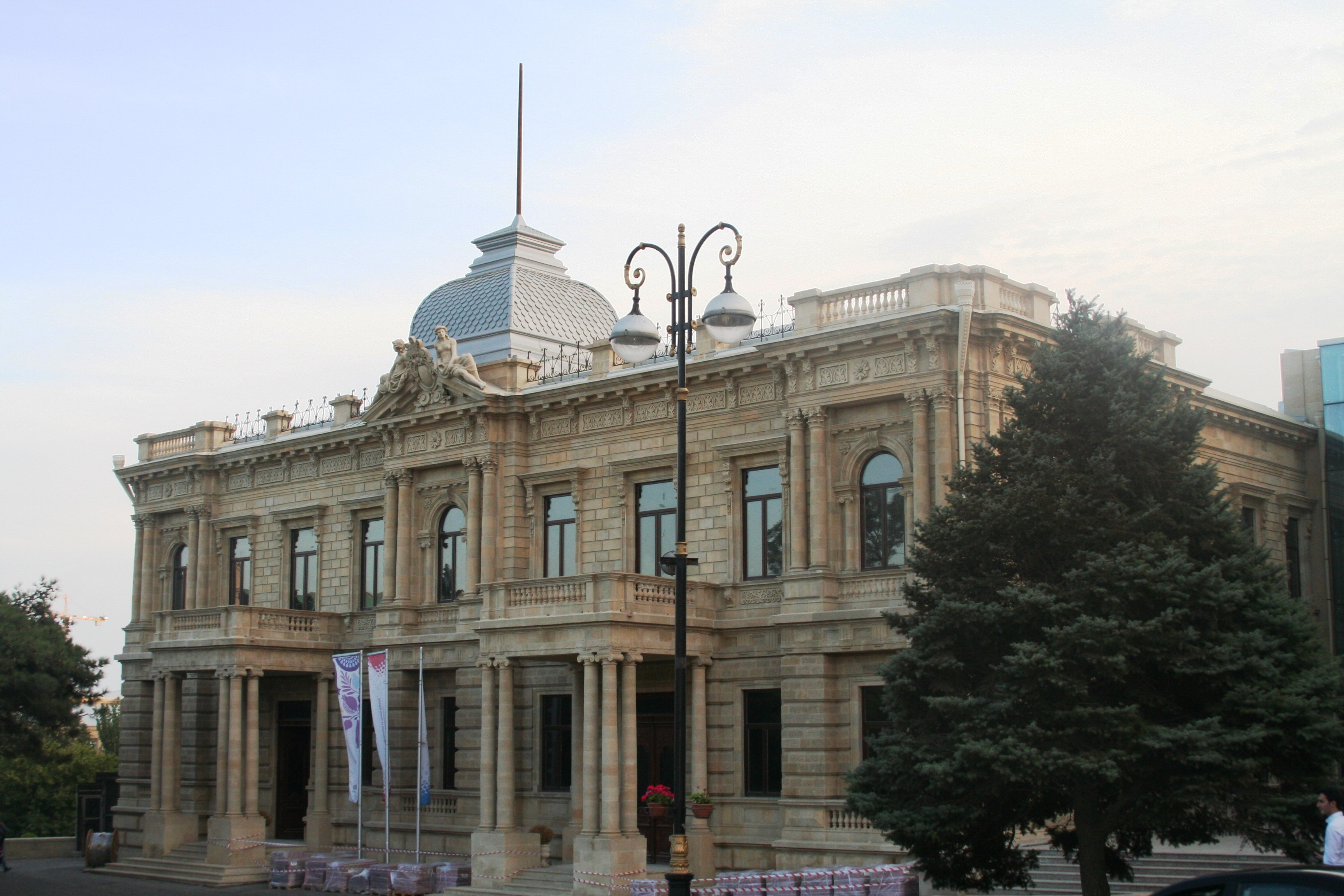
Pałac de Boure’a (2015)
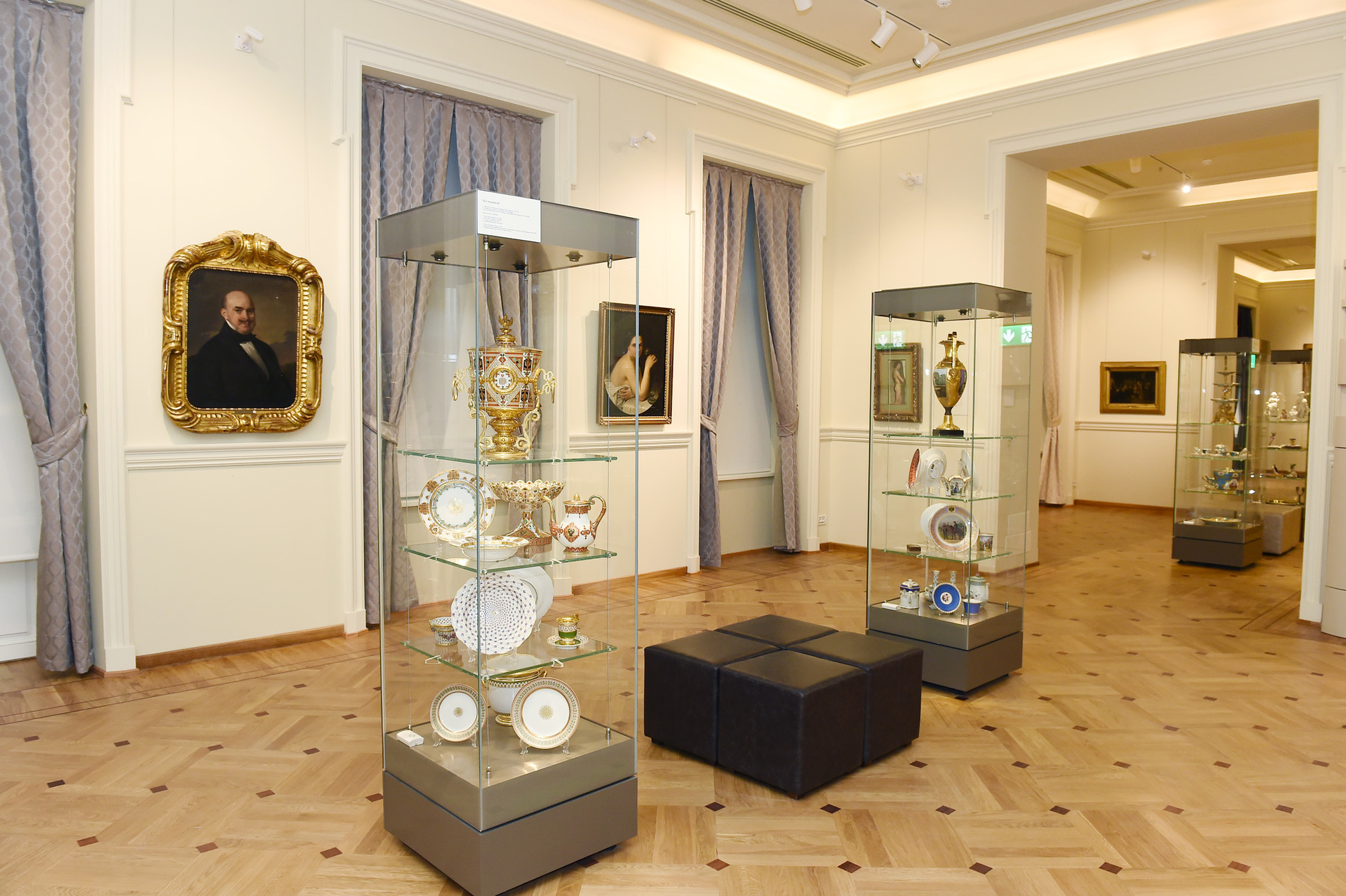
Wystawa w pałacu (2018)
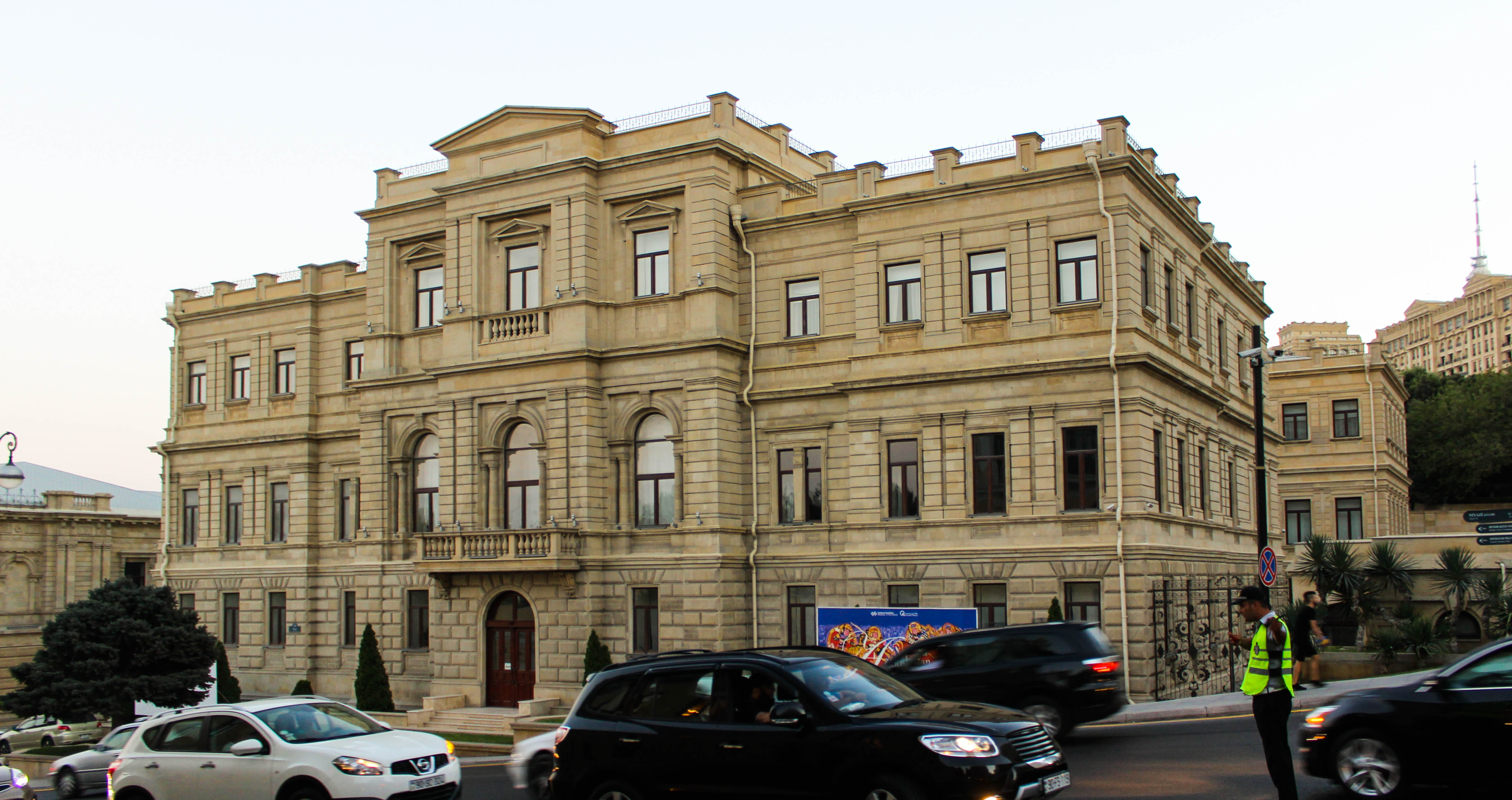
Gmach Żeńskiego Gimnazjum Maryi (2018)
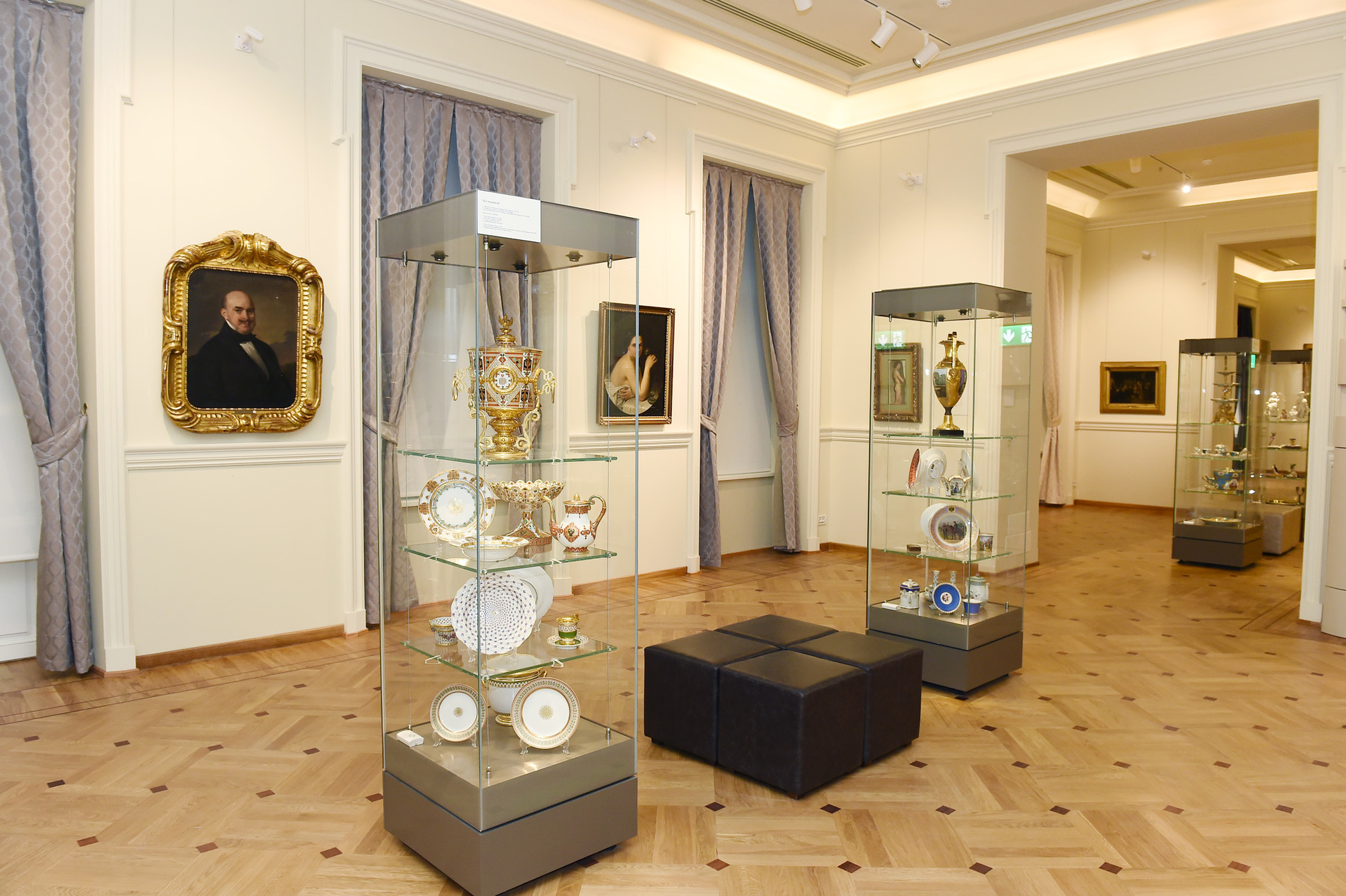
Wystawa w gmachu gimnazjum (2017)
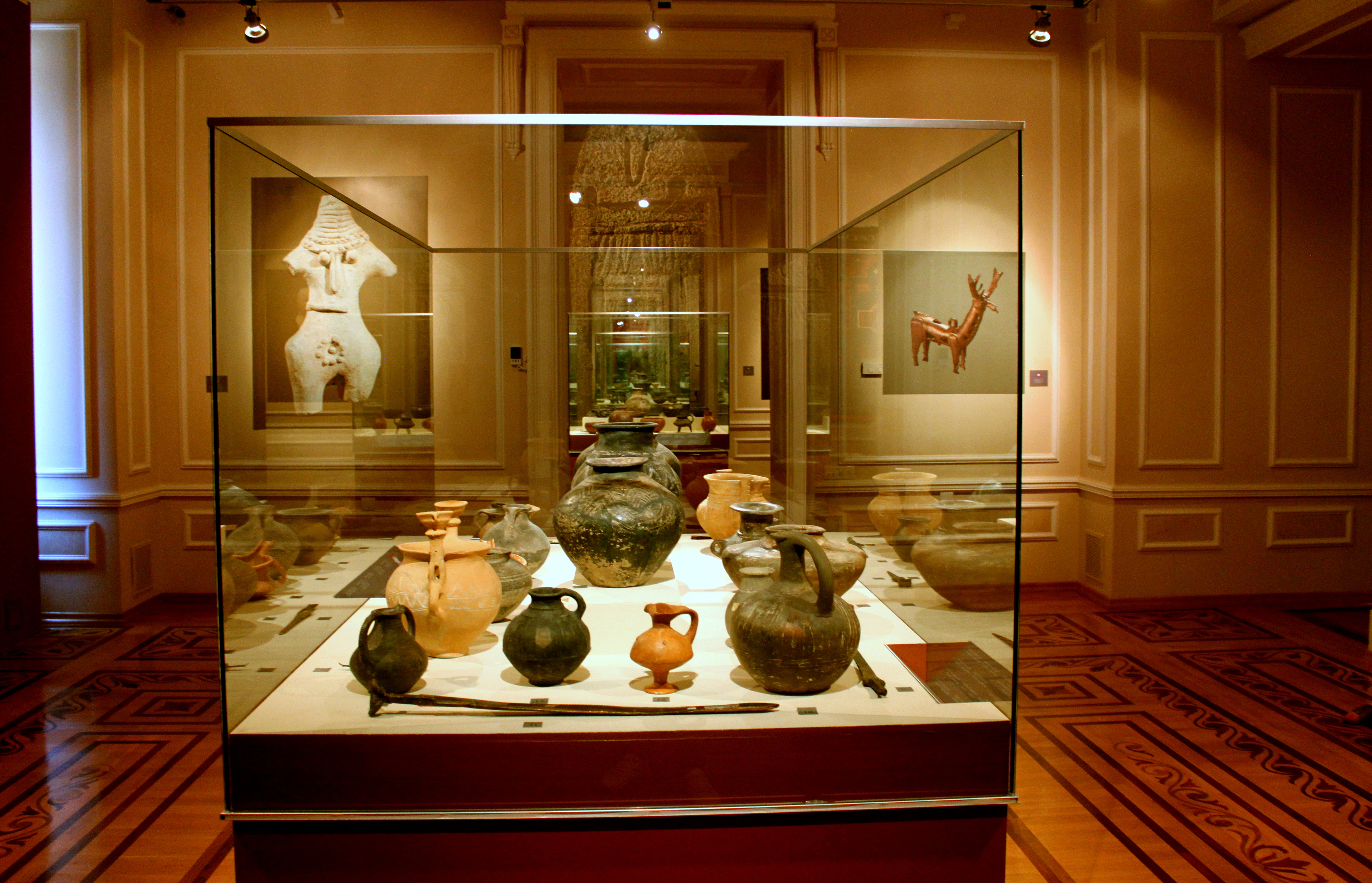
Wystawa archeologiczna (2013)
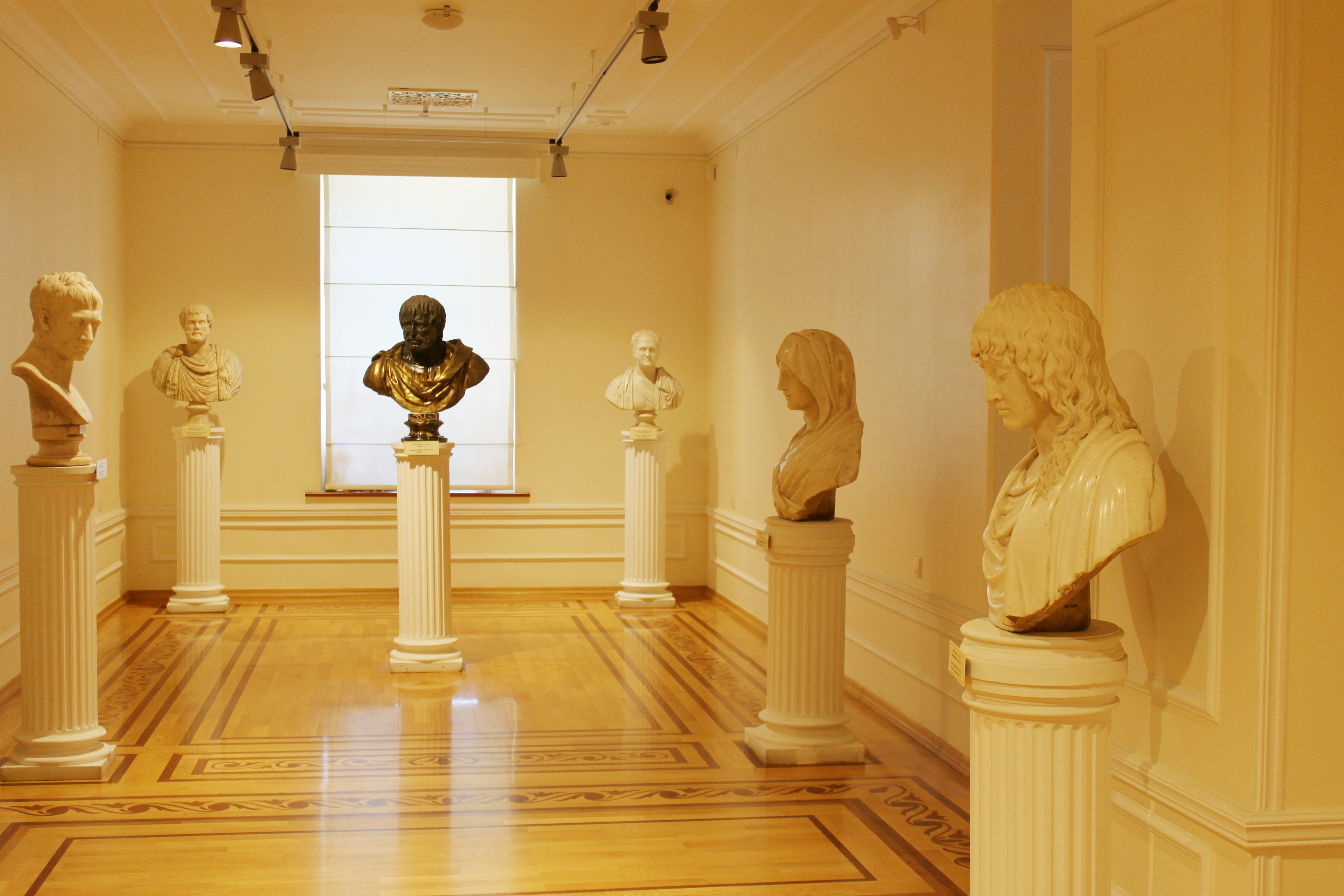
Wystawa popiersi (2013)
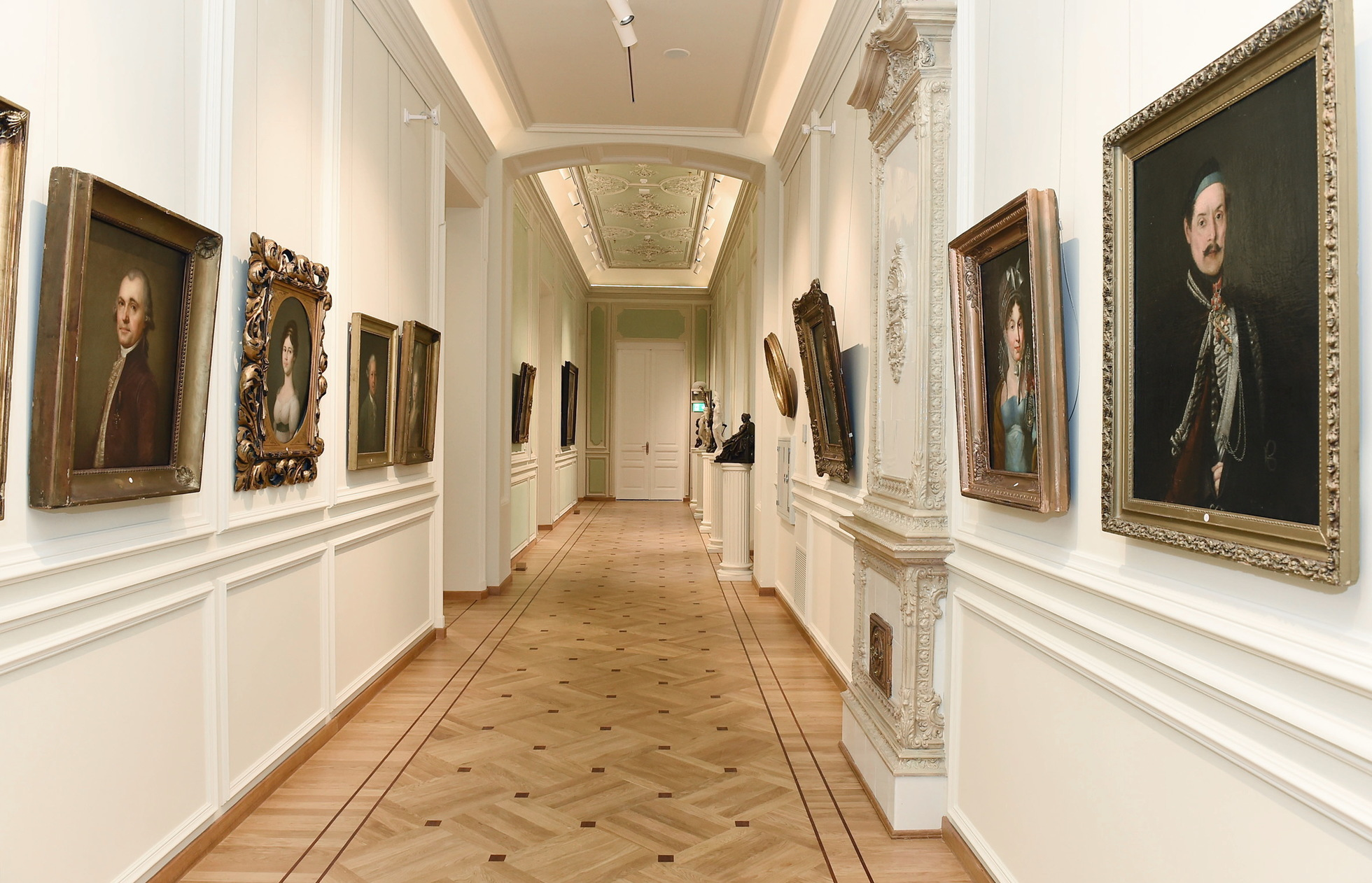
Wystawa malarstwa portretowego (2018)
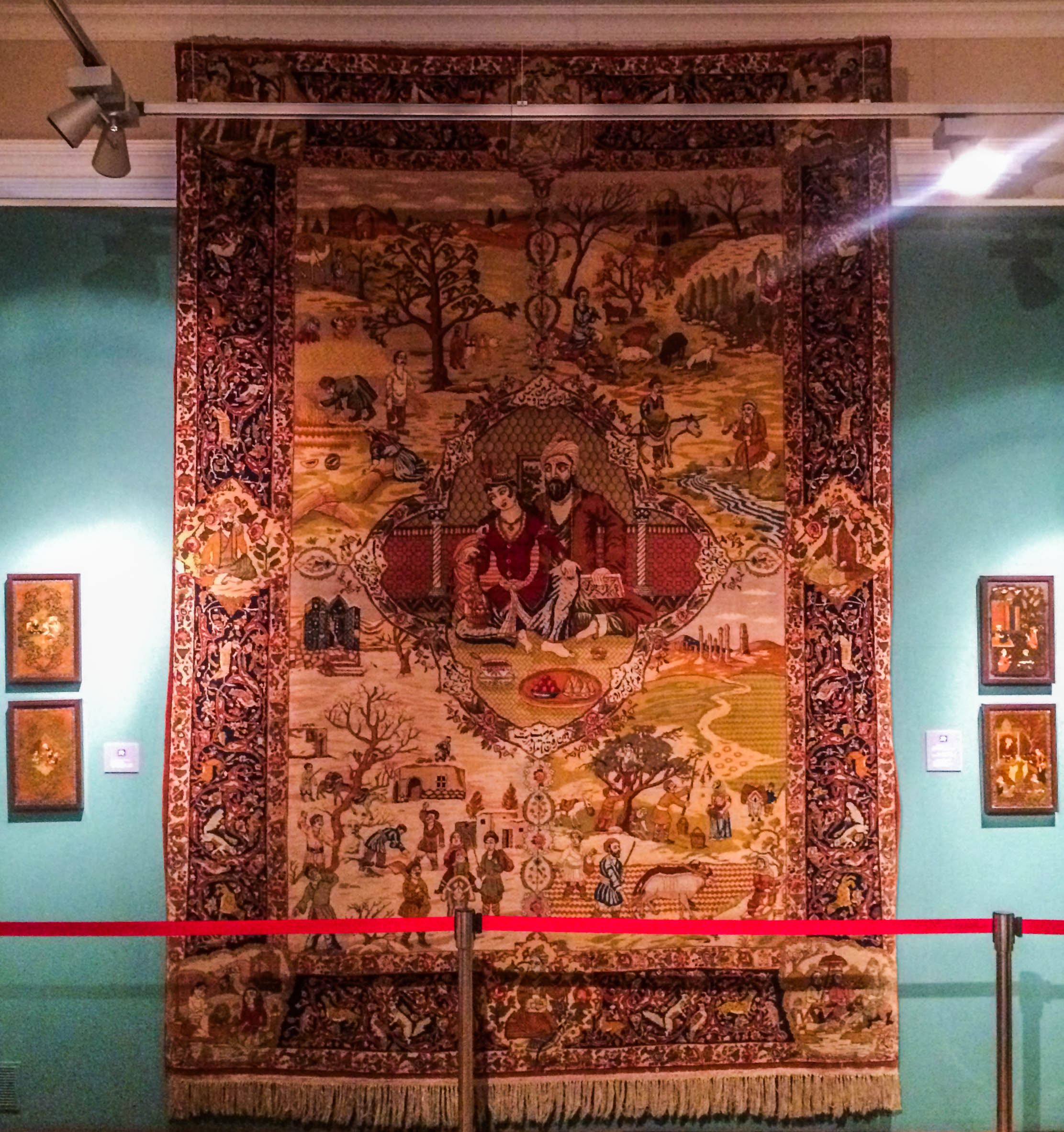
Dywan ze szkoły Tabrizu (2017)